# Longsols
Longsols est une commune française, située dans le département de l'Aube en région Grand Est.

## Géographie

### Localisation
Longsols est un village rural champenois située en bordure méridionale de la plaine de Champagne crayeuse et drainé par la rivière du même nom, situé à 18 km de Brienne-le-Château et 24 km de Troyes, à proximité du parc naturel régional de la forêt d’Orient.
La commune se trouve dans l'aire d'attraction de Troyes, ainsi que dans la zone d'emploi et dans le bassin de vie de cette ville.

### Communes limitrophes
Les communes limitrophes sont  Avant-lès-Ramerupt, Charmont-sous-Barbuise, Onjon, Pougy, Val-d'Auzon et Verricourt.
|                        | Avant-lès-Ramerupt | Verricourt  |
| Charmont-sous-Barbuise | Longsols           | Pougy       |
|                        | Onjon              | Val-d'Auzon |

### Géologie et relief
La superficie de la commune est de 12,61 km2 ; son altitude varie de 107  à   202 mètres.

### Hydrographie

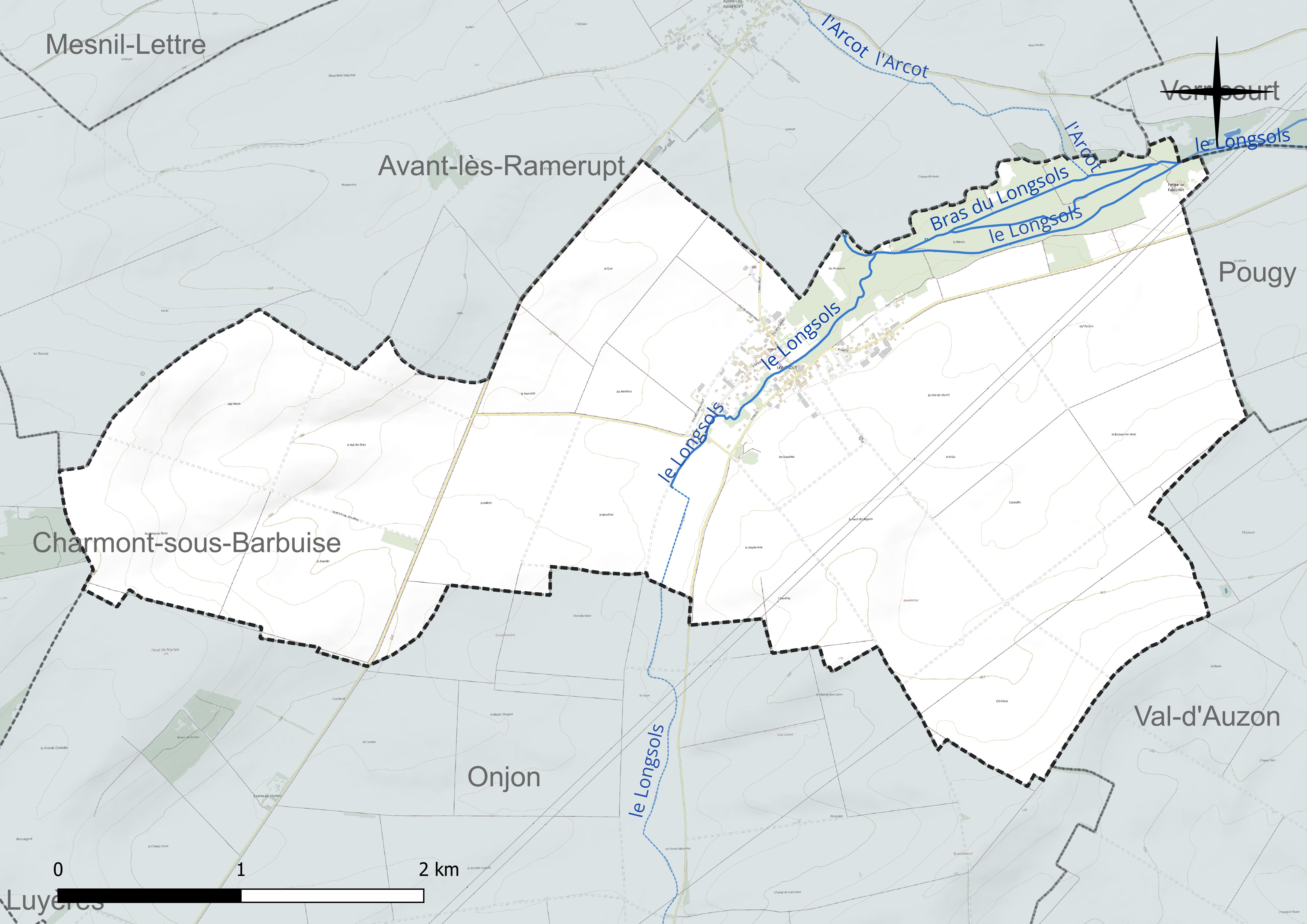
Réseau hydrographique de Longsols.

La commune est dans la région hydrographique « la Seine de sa source au confluent de l'Oise (exclu) » au sein du bassin Seine-Normandie. Elle est drainée par le Longsols, un bras du Longsols, un bras du Longsols, l'Arcot et le Longsols,.
Le Longsols, d'une longueur de 17 km, prend sa source dans la commune de Rouilly-Sacey et se jette  dans l'Auzon à Brévonnes, après avoir traversé sept communes.

### Climat
Pour des articles plus généraux, voir Climat du Grand Est et Climat de l'Aube.
En 2010, le climat de la commune est de type climat océanique dégradé des plaines du Centre et du Nord, selon une étude du Centre national de la recherche scientifique s'appuyant sur une série de données couvrant la période 1971-2000. En 2020, Météo-France publie une typologie des climats de la France métropolitaine dans laquelle la commune est exposée à un climat océanique altéré et est dans une zone de transition entre les régions climatiques « Nord-est du bassin Parisien » et « Lorraine, plateau de Langres, Morvan ».
Pour la période 1971-2000, la température annuelle moyenne est de 10,4 °C, avec une amplitude thermique annuelle de 15,7 °C. Le cumul annuel moyen de précipitations est de 731 mm, avec 12 jours de précipitations en janvier et 7,9 jours en juillet. Pour la période 1991-2020, la température moyenne annuelle observée sur la station météorologique de Météo-France la plus proche, « Mathaux-Étape », sur la commune de Mathaux à 16 km à vol d'oiseau, est de 11,5 °C et le cumul annuel moyen de précipitations est de 733,9 mm. 
La température maximale relevée sur cette station est de 41,5 °C, atteinte le 25 juillet 2019 ; la température minimale est de −18 °C, atteinte le 2 janvier 1997,,.
Les paramètres climatiques de la commune ont été estimés pour le milieu du siècle (2041-2070) selon différents scénarios d'émission de gaz à effet de serre à partir des nouvelles projections climatiques de référence DRIAS-2020. Ils sont consultables sur un site dédié publié par Météo-France en novembre 2022.

## Urbanisme

### Typologie
Au 1er janvier 2024, Longsols est catégorisée commune rurale à habitat dispersé, selon la nouvelle grille communale de densité à 7 niveaux définie par l'Insee en 2022.
Elle est située hors unité urbaine. Par ailleurs la commune fait partie de l'aire d'attraction de Troyes, dont elle est une commune de la couronne,. Cette aire, qui regroupe 209 communes, est catégorisée dans les aires de 200 000 à moins de 700 000 habitants,.

### Occupation des sols

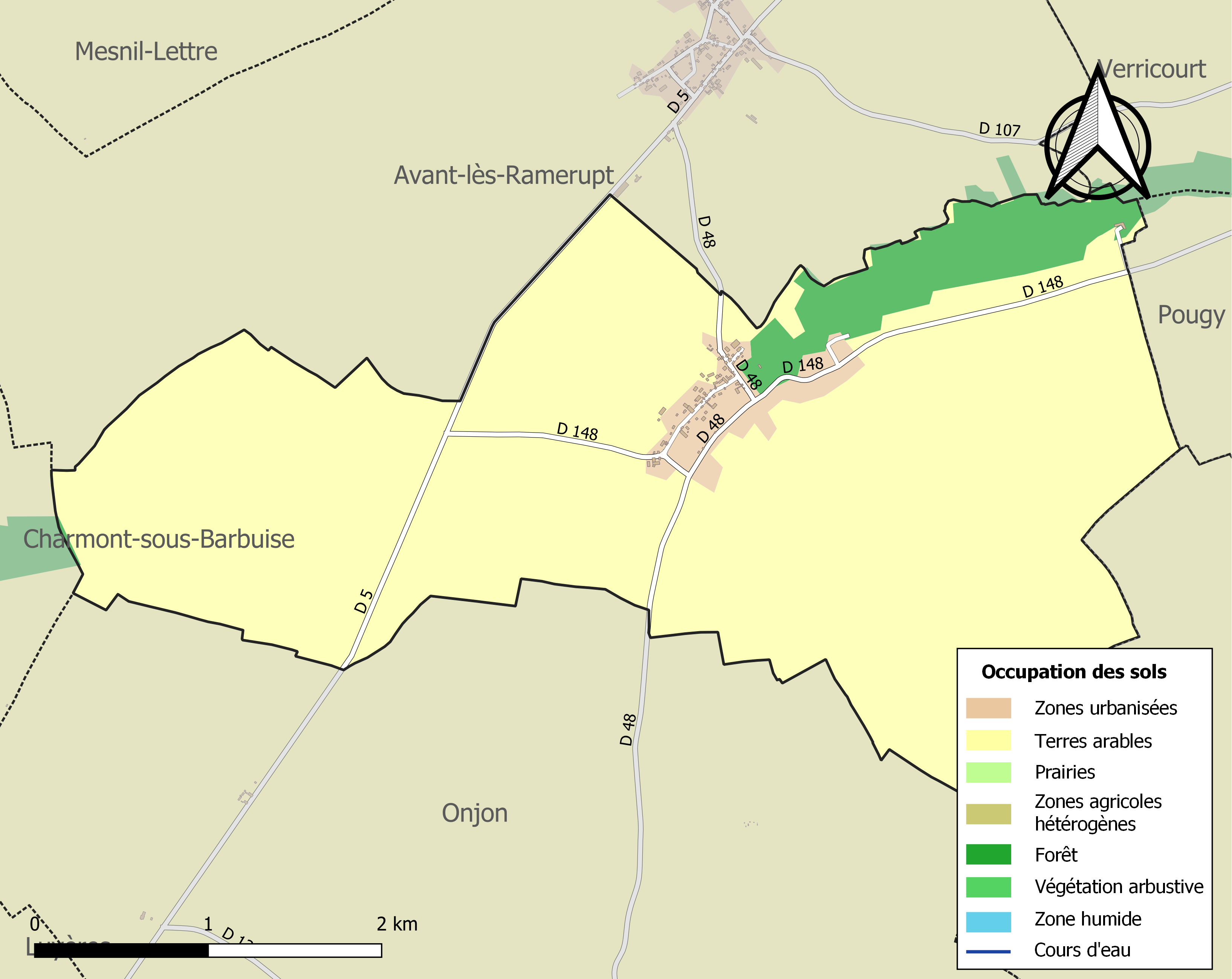
Carte des infrastructures et de l'occupation des sols de la commune en 2018 (CLC).

L'occupation des sols de la commune, telle qu'elle ressort de la base de données européenne d’occupation biophysique des sols Corine Land Cover (CLC), est marquée par l'importance des territoires agricoles (90 % en 2018), une proportion identique à celle de 1990 (90 %). La répartition détaillée en 2018 est la suivante :
terres arables (90 %), forêts (6,7 %), zones urbanisées (3,4 %).
L'évolution de l’occupation des sols de la commune et de ses infrastructures peut être observée sur les différentes représentations cartographiques du territoire : la carte de Cassini (XVIIIe siècle), la carte d'état-major (1820-1866) et les cartes ou photos aériennes de l'IGN pour la période actuelle (1950 à aujourd'hui).

### Habitat et logement
En 2021, le nombre total de logements dans la commune était de 71, alors qu'il était de 70 en 2016 et de 66 en 2011.
Parmi ces logements, 88,3 % étaient des résidences principales, 2,9 % des résidences secondaires et 8,8 % des logements vacants. Ces logements étaient pour 98,5 % d'entre eux des maisons individuelles et pour 1,5 % des appartements.
Le tableau ci-dessous présente la typologie des logements à Longsols en 2021 en comparaison avec celle de l'Aube et de la France entière. Une caractéristique marquante du parc de logements est ainsi la faible proportion des résidences secondaires et logements occasionnels (2,9 %) par rapport au département (4,9 %) et à la France entière (9,7 %). 
| Typologie                                               | Longsols | Aube | France entière |
| ------------------------------------------------------- | -------- | ---- | -------------- |
| Résidences principales (en %)                           | 88,3     | 85,8 | 82,2           |
| Résidences secondaires et logements occasionnels (en %) | 2,9      | 4,9  | 9,7            |
| Logements vacants (en %)                                | 8,8      | 9,3  | 8,1            |

## Histoire
S'il existait des seigneurs du nom de Longsol, il est impossible de dire s'ils étaient seigneurs du lieu, le premier à être cité est la Maison de Brienne ; Jean de Brienne qui faisait un échange avec Thibaut III de Champagne, le comte devenant le nouveau seigneur du lieu.
Le dernier seigneur était Jean II Comparot, aussi seigneur de Bercenay, gendarme de la garde du roi, conseiller au présidial et bailliage de Troyes. En 1789 le village était de l'intendance et de la généralité de Châlons, de l'élection de Troyes et du bailliage de Chaumont.
Il y avait un château, Raucourt (?), construit rue des Ponts dont il reste les fossés en face de l'église, le bâtiment a été démoli en 1866.

## Politique et administration

### Rattachements administratifs et électoraux

#### Rattachements administratifs
La commune se trouve depuis 1926 dans l'arrondissement de Troyes du département de l'Aube.
Elle faisait partie depuis 1801 du canton de Ramerupt. Dans le cadre du redécoupage cantonal de 2014 en France, cette circonscription administrative territoriale a disparu, et le canton n'est plus qu'une circonscription électorale.

#### Rattachements électoraux
Pour les élections départementales, la commune fait partie depuis 2014 du canton d'Arcis-sur-Aube.
Pour l'élection des députés, elle fait partie de la première circonscription de l'Aube.

### Intercommunalité
Longsols est membre de la communauté de communes Forêts, Lacs, Terres en Champagne, un établissement public de coopération intercommunale (EPCI) à fiscalité propre créé fin 2005 et auquel la commune a transféré un certain nombre de ses compétences, dans les conditions déterminées par le code général des collectivités territoriales.

### Liste des maires
| Période                                  | Période                        | Identité         | Étiquette | Qualité                                                       |
| ---------------------------------------- | ------------------------------ | ---------------- | --------- | ------------------------------------------------------------- |
| Les données manquantes sont à compléter. |                                |                  |           |                                                               |
|                                          |                                |                  |           |                                                               |
| avant 1857                               |                                | M. Devertu       |           |                                                               |
|                                          |                                |                  |           |                                                               |
| 1989                                     | 1995                           | Denis Briet      |           |                                                               |
| mars 2001                                | 2014                           | Ghislaine Mergey |           |                                                               |
| mars 2014                                | mai 2020                       | Jean-Luc Wagnon  | DVD       | Agriculteur                                                   |
| mai 2020                                 | octobre 2022                   | Guillaume Chesne |           | Cadre administratif ou commercial d'entreprise Démissionnaire |
| février 2023                             | En cours (au 30 novembre 2023) | Étienne Geoffrin |           | Commerçant ou assimilé                                        |

## Population et société

### Démographie
L'évolution du nombre d'habitants est connue à travers les recensements de la population effectués dans la commune depuis 1793. Pour les communes de moins de 10 000 habitants, une enquête de recensement portant sur toute la population est réalisée tous les cinq ans, les populations de référence des années intermédiaires étant quant à elles estimées par interpolation ou extrapolation. Pour la commune, le premier recensement exhaustif entrant dans le cadre du nouveau dispositif a été réalisé en 2004.

En 2022, la commune comptait 132 habitants, en évolution de +6,45 % par rapport à 2016 (Aube : +0,7 %, France hors Mayotte : +2,11 %).
| 1793 | 1800 | 1806 | 1821 | 1831 | 1836 | 1841 | 1846 | 1851 |
| ---- | ---- | ---- | ---- | ---- | ---- | ---- | ---- | ---- |
| 200  | 274  | 301  | 240  | 245  | 265  | 256  | 261  | 263  |

| 1856 | 1861 | 1866 | 1872 | 1876 | 1881 | 1886 | 1891 | 1896 |
| ---- | ---- | ---- | ---- | ---- | ---- | ---- | ---- | ---- |
| 276  | 266  | 223  | 224  | 222  | 226  | 222  | 197  | 183  |

| 1901 | 1906 | 1911 | 1921 | 1926 | 1931 | 1936 | 1946 | 1954 |
| ---- | ---- | ---- | ---- | ---- | ---- | ---- | ---- | ---- |
| 172  | 166  | 164  | 143  | 155  | 180  | 177  | 154  | 167  |

| 1962 | 1968 | 1975 | 1982 | 1990 | 1999 | 2004 | 2006 | 2009 |
| ---- | ---- | ---- | ---- | ---- | ---- | ---- | ---- | ---- |
| 179  | 181  | 169  | 147  | 137  | 131  | 129  | 125  | 128  |

| 2014 | 2019 | 2022 | - | - | - | - | - | - |
| ---- | ---- | ---- | - | - | - | - | - | - |
| 120  | 126  | 132  | - | - | - | - | - | - |

## Culture locale et patrimoine

### Lieux et monuments
L'église Saint-Julien-et-Saint-Blaise  Inscrit MH (1926), édifiée entre 1483 pour le chœur et 1493 pour la nef et dotée d'un important mobilier cultuel. En mauvais état, une souscription a été menée par la Fondation de France pour financer sa restauration
Elle fait partie du circuit touristique des églises à pans de bois de l’Aube.

L'église Saint-Julien-et-Saint-Blaise
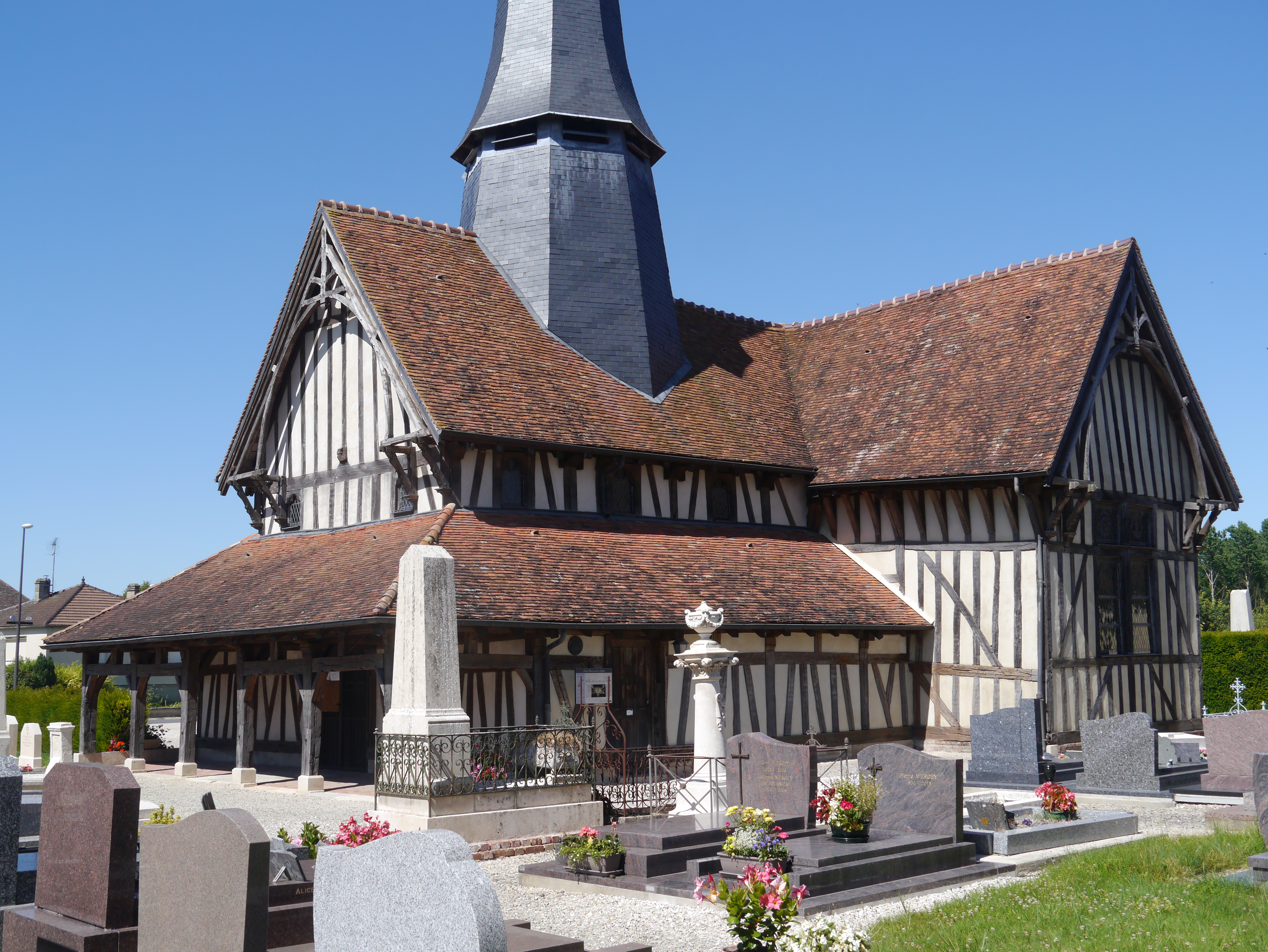
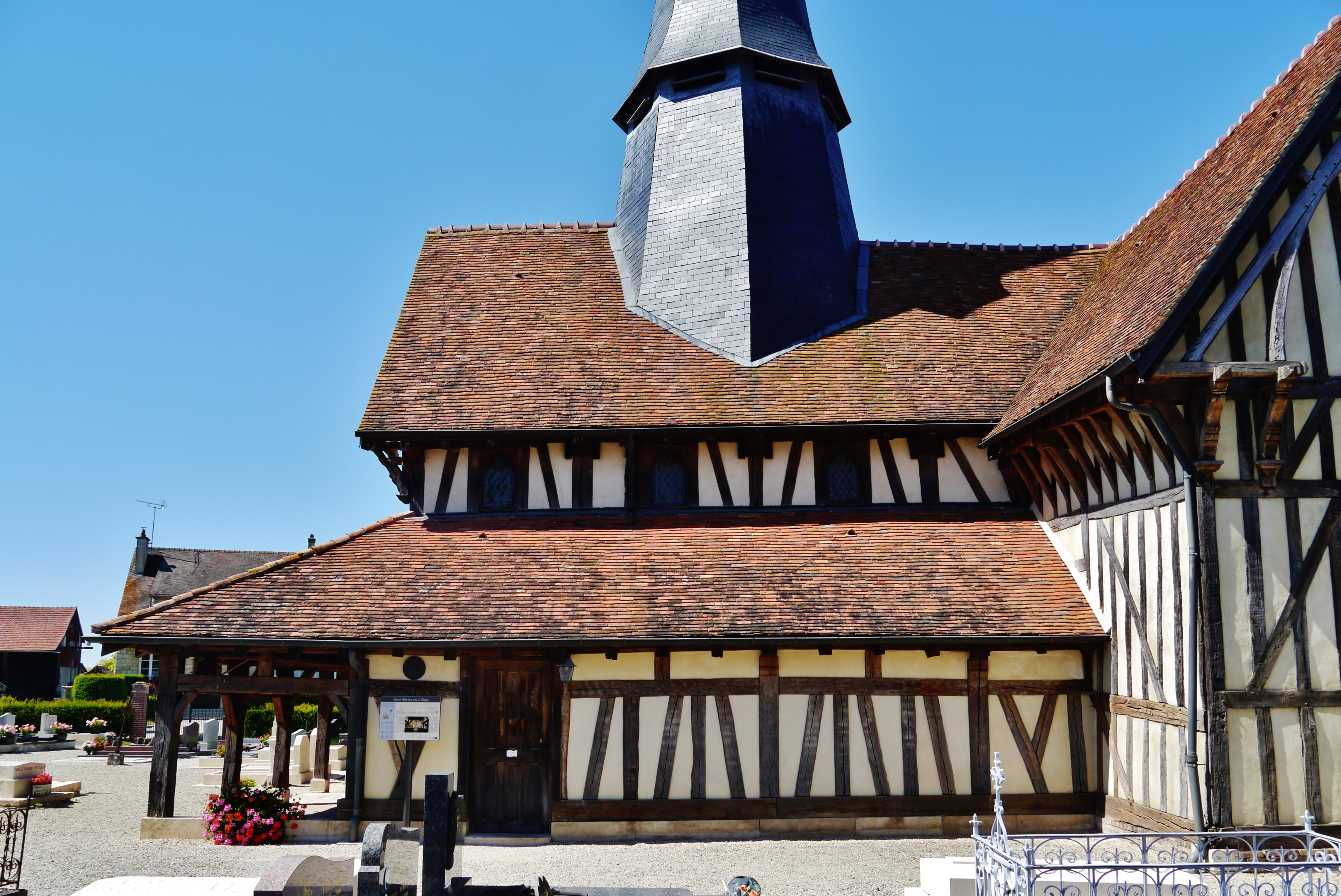
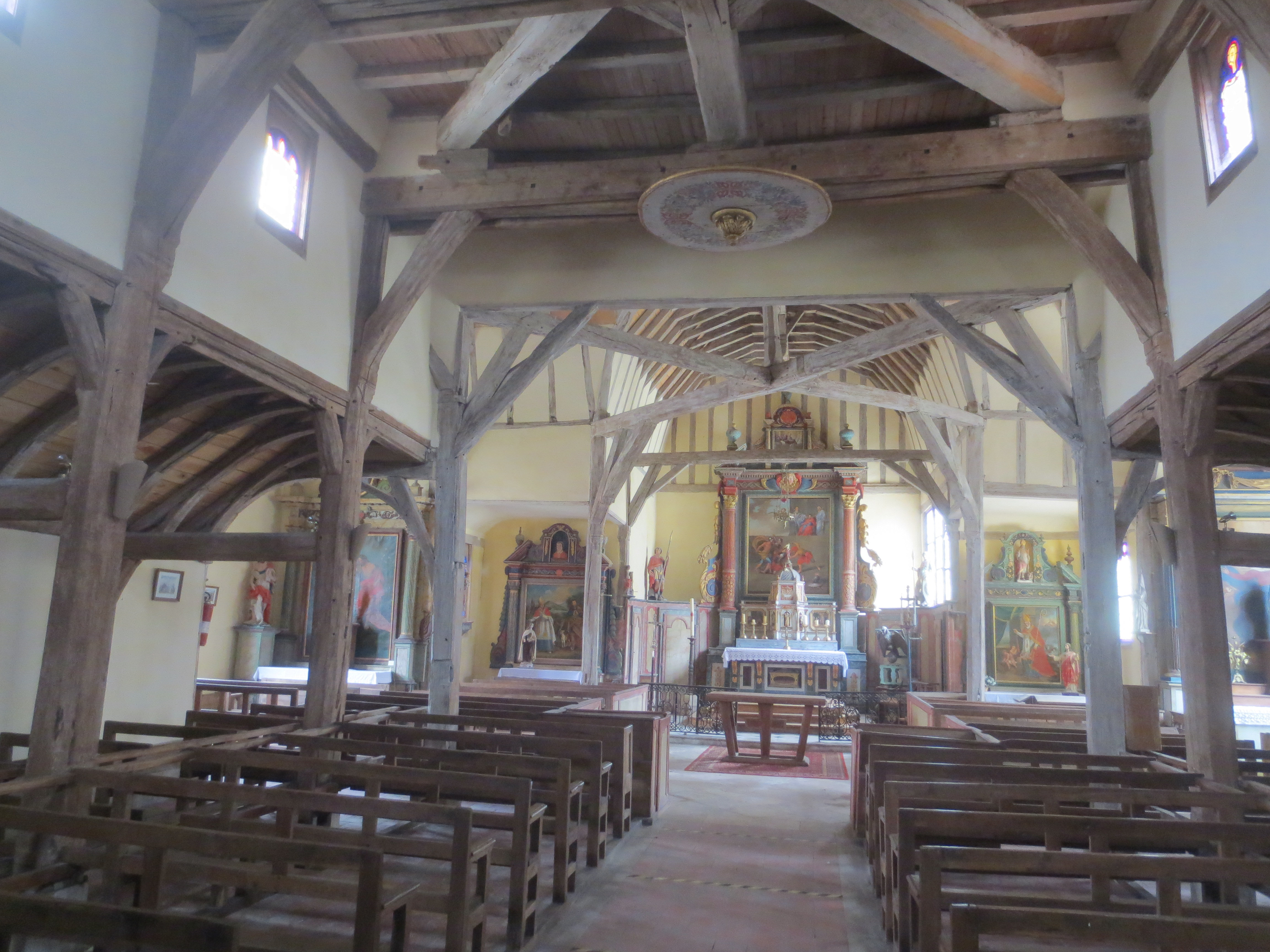
La nef.
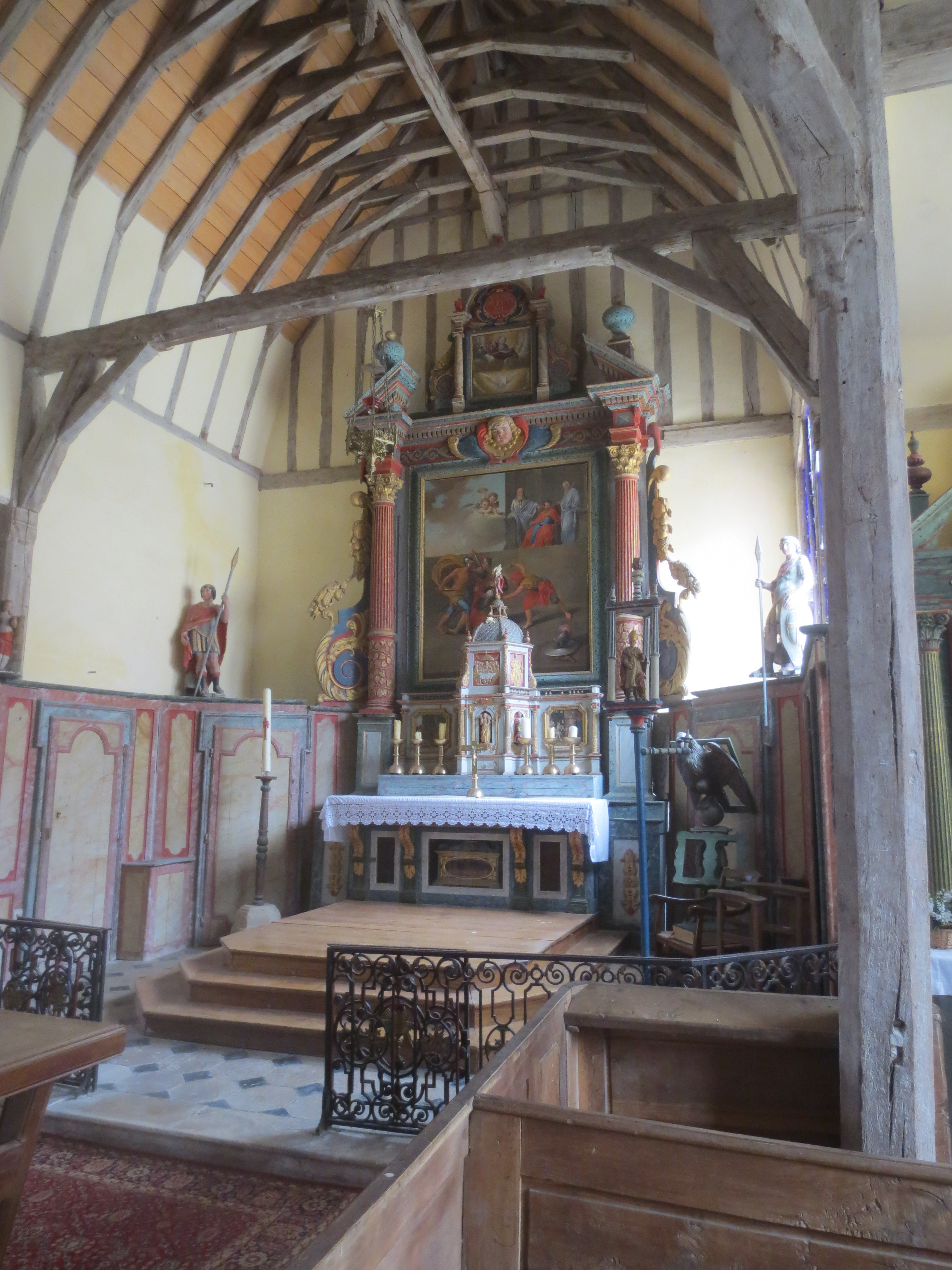
L'autel et son retable.
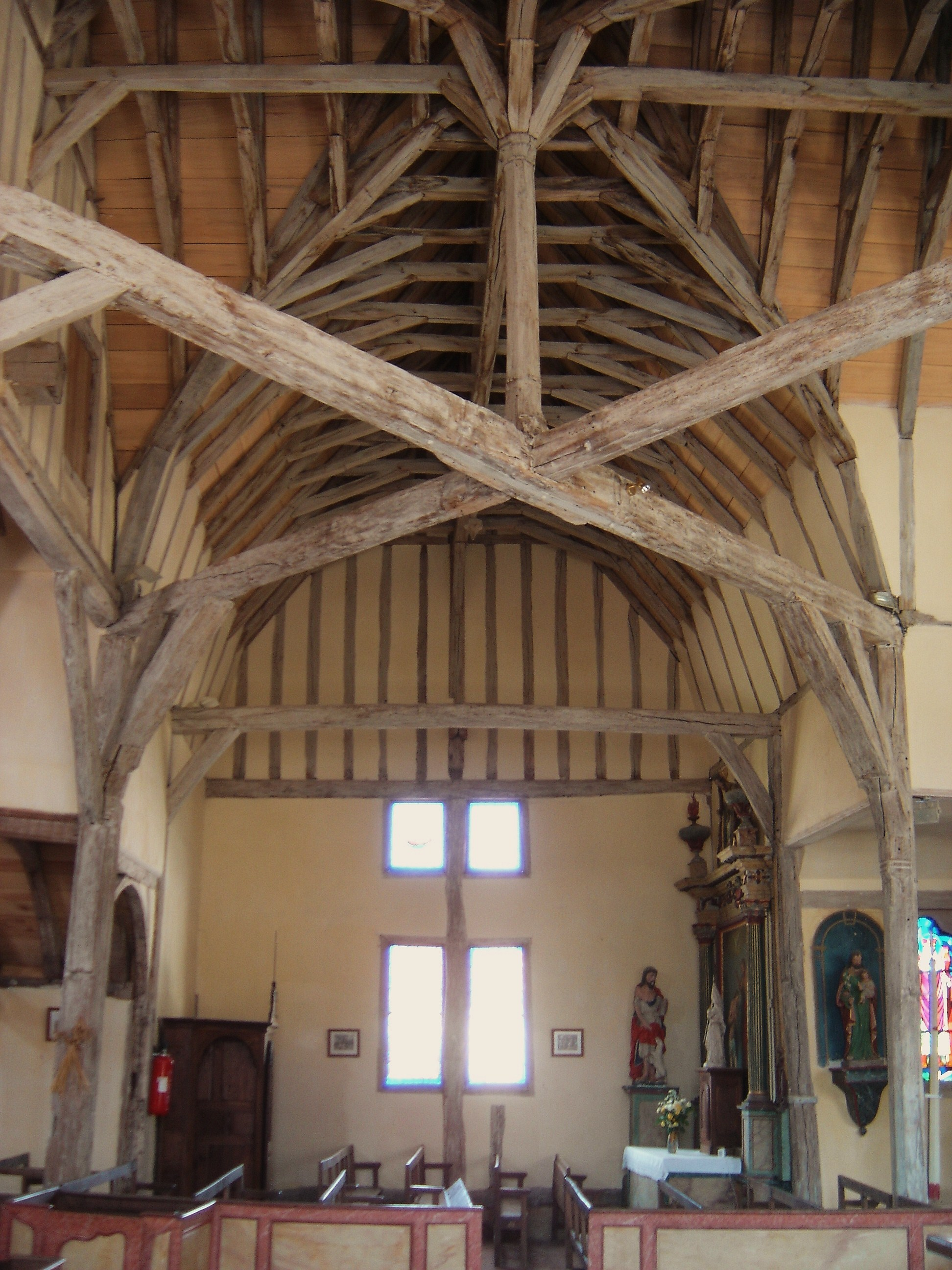
Le transept et sa charpente.
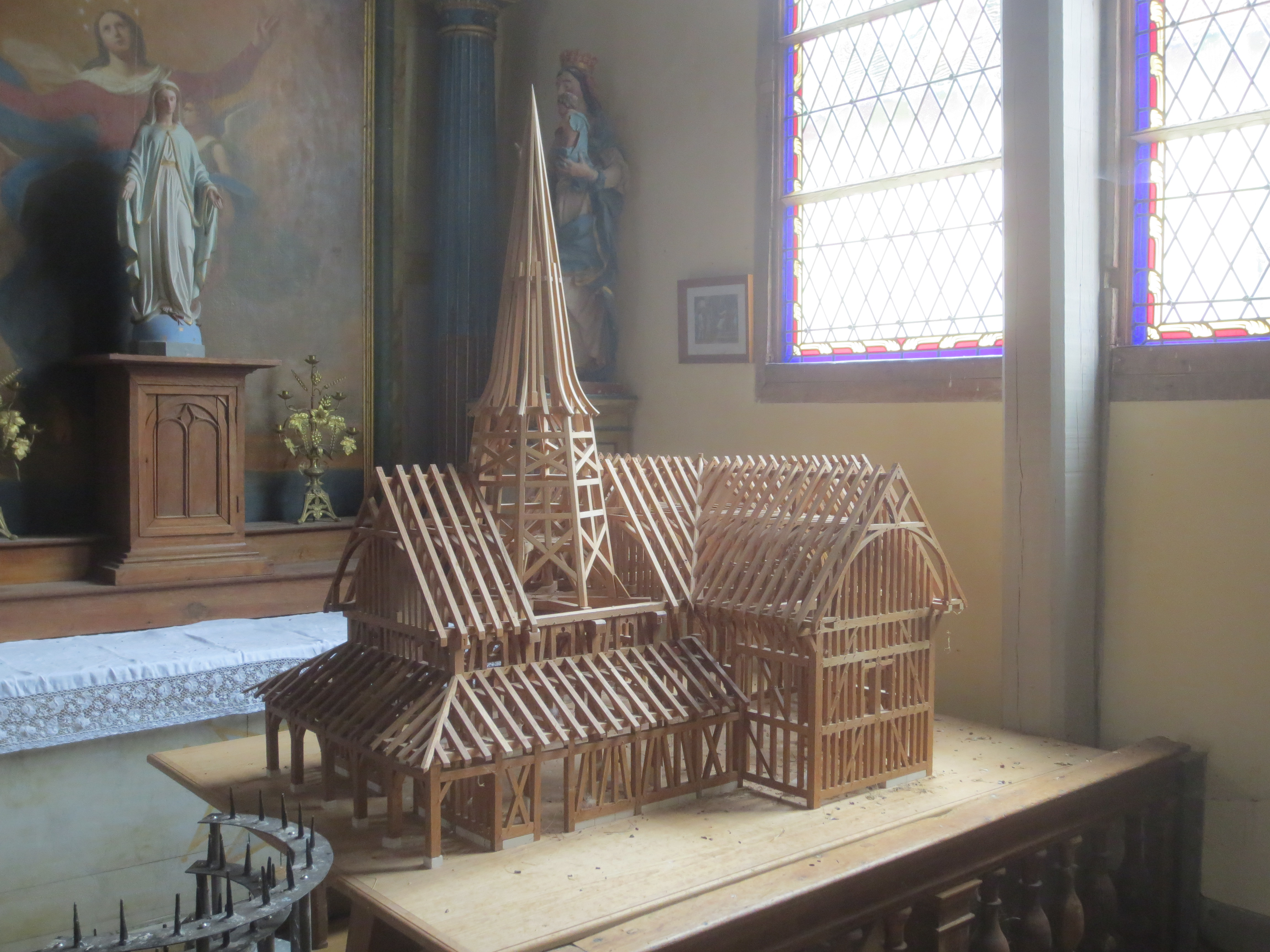
Maquette de la charpente.

## Pour approfondir